# Charlotte Birch-Pfeiffer
Charlotte Birch-Pfeiffer (Stuttgart, 23 juni 1800 - Berlijn, 25 augustus 1868) was een Duitse schrijfster en actrice die ook in Zwitserland actief was.

## Biografie

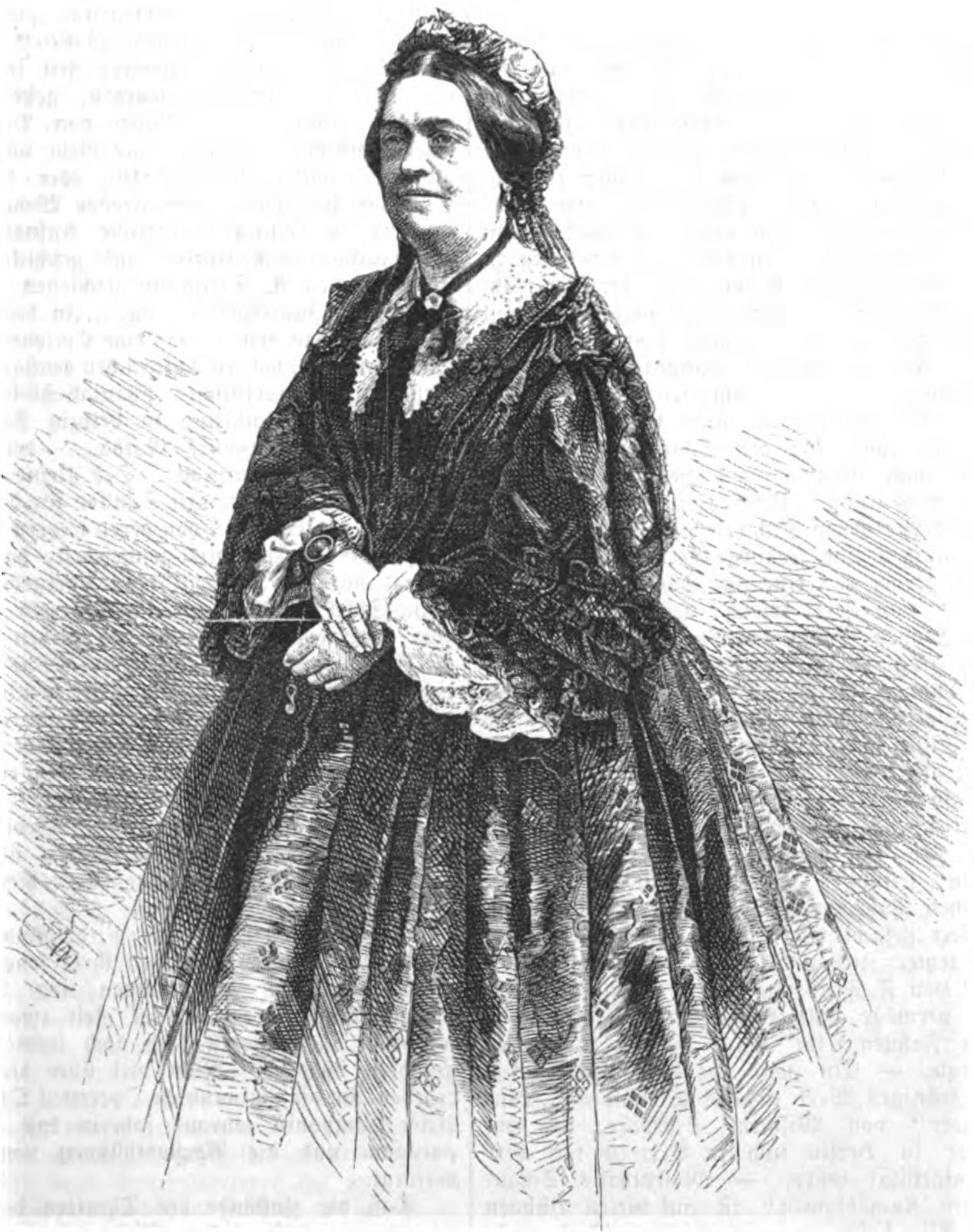
Charlotte Birch-Pfeiffer in 1864.

Charlotte Birch-Pfeiffer was een dochter van Ferdinand Pfeiffer en van Johanna Heinzmann. In 1825 trouwde ze met de Deense diplomaat Christian Birch. Op haar dertiende begon ze haar rijke carrière als actrice in München. Later speelde ze ook in Wenen en maakte ze grotere toernées, onder meer naar Hamburg, Dantzig, Praag en Sint-Petersburg. Van 1837 tot 1843 was ze directrice van het Aktientheater in Zürich, dat later het stedelijk theater zou worden. Nadien ging ze aan de slag in het koninklijk theater in Berlijn. Ze schreef ook meer dan 100 toneel- en operastukken.

## Rollen (selectie)
- Elisabeth – Maria Stuart (Friedrich Schiller)
- Maria Stuart – Maria Stuart (Friedrich Schiller)
- Sapho – Sappho (Franz Grillparzer)

## Werken
Dramatiseringen van andere prozawerken
- Anna von Österreich (naar Alexandre Dumas)
- Dorf und Stadt (naar Berthold Auerbachs Die Frau Professorin)
- Der Glöckner von Notre-Dame (naar Victor Hugo)
- Die Grille – Ländliches Charakterbild in 5 Aufzügen. Met gedeeltelijk gebruik van een verhaal van George Sand.
- Herma oder der Sohn der Rache (naar Carl Franz van der Veldes Der böhmische Mägdekrieg).
- Der Herr Studiosus (naar Levin Schücking)
- Hinko (naar Ludwig Storchs Freiknecht)
- Mutter und Sohn (naar Fredrika Bremer Die Nachbarn), 1844
- Nacht und Morgen (naar Edward Bulwer-Lytton, 1. Baron Lytton)
- Pfeffer-Rösel oder die Frankfurter Messe (naar Wilhelm Asmus Dörings Sonnenberg).
- Steffen Langer aus Glogau oder Der holländische Kamin
- Die Waise aus Lowood (naar Charlotte Brontë)
- Die Frau in Weiß (naar Wilkie Collins)

Eigen theaterstukken
- Der Goldbauer. Berlin ca. 1860. online
- Iffland. Berlin 1858. online
- In der Heimat. Neuausgabe 2015 online
- Kind des Glücks. online
- Der Leiermann und sein Pflegekind. online
- Thomas Thyrnau.
- Wie man Häuser baut. online
- Mutter und Tochter.
- Rubens in Madrid. online
- Vatersorgen. online
- Hinco oder König und Freiknecht, voor 1839.

Libretti
- Die Großfürstin. (muziek: Friedrich von Flotow)
- La Réole. Oper in 3 Akten. (muziek: Gustav Schmitt)
- Santa Chiara. Romantische Oper. (muziek: Herzog Ernst II.)

Verhalen
- Die Hand des Herrn.
- Metta, Sophronia und Eugenia.
- Trudchen. Bd.1 online, Bd.3, Bd.4
- Der Rubin.
- Die todte Braut und die erste Liebe. online

## Eerbetuiging
Charlotte Birch-Pfeiffer werd voor haar werk geëerd door de Fraumünster Society ter gelegenheid van Sechseläuten 2011. Een gedenkplaat is te vinden in het theater in Zürich.
- Bibsys: 97008803
- Bibliothèque nationale de France: cb10104100k (data)
- CiNii: DA14252293
- Gemeinsame Normdatei: 118658875
- Historisch woordenboek van Zwitserland: 009442
- International Standard Name Identifier: 0000 0001 0984 534X
- Library of Congress Control Number: no90007631
- Nationale Bibliotheek van Letland: 000145694
- Nationale Bibliotheek van Tsjechië: jn20020909015
- Nationale Bibliotheek van Israël: 987007258730905171
- Nationale Bibliotheek van Polen: a0000001877790
- Nederlandse Thesaurus van Auteursnamen: 072823097
- Réseau des bibliothèques de Suisse occidentale: 02-A008814452
- Istituto Centrale per il Catalogo Unico: NAPV078369
- LIBRIS: 40977
- SNAC: w6h41tnp
- Système universitaire de documentation: 08619657X
- Theaterlexikon der Schweiz: Charlotte_Birch-Pfeiffer
- Trove: 1584918
- Virtual International Authority File: 69723175
- WorldCat: E39PBJfgYPBvQvPYqG6JfmXfMP